# Верёвочные головоломки
Верёвочные головоло́мки — разновидность механических головоломок, в которых для решения необходимо разъединить детали, связанные верёвкой, или же снять саму верёвку. Развязывать узлы, разрезать или разрывать верёвку, снимать фиксаторы с концов верёвки запрещается.

## История
Упоминания о верёвочных головоломках были ещё до нашей эры, например, знаменитый Гордиев узел, оставленный потомкам фригийским царём Гордием. Также были известны верёвочные головоломки в Индии, Китае и других странах.
В XX—XXI веках такие головоломки продолжают разрабатывать и производить. В частности, известен ими советский изобретатель головоломок Анатолий Калинин.
Сейчас корпуса головоломок делают из дерева, пластмасс, акрила, металла или фанеры.

## Принципы решения
Большая часть верёвочных головоломок решается путём распутывания самих верёвочек. В частности, верёвочные петли продевают в отверстия, или проводят через петли концы верёвок. Развязывать любые узлы в процессе решения правила запрещают.
В некоторых головоломках (на илл.) необходимо снять кольцо или подобную деталь.